# Bruyelle
Cet article possède des paronymes, voir Briel, Brielle (homonymie), Brielles et Bruyère (homonymie).
Bruyelle (en gaulois Briel ou Bruil, en picard Briyèle, en wallon Briêle) est une section de la ville belge d'Antoing, située en Wallonie picarde dans la province de Hainaut.
C'était une commune à part entière avant la fusion des communes de 1977.

## Toponymie
Étymologie possible : petite bruyère - "Briel", mot gaulois signifiant "marais"
Anciennes formes : 1187 Bruella est la latinisation du mot gaulois

## Géographie
Située dans la vallée de l'Escaut, du côté de la rive gauche du fleuve bordant le village sur une étendue de plus de 2 kilomètres, la plaisante commune de Bruyelle s'étire le long de la chaussée qui conduit de Tournai à Valenciennes.
Ce village appartient à l'arrondissement de Tournai. Son territoire est limité : au nord, par celui des villages de Saint-Maur et de Calonne; à l'est, par l'Escaut qui le sépare de la ville d'Antoing et du village de Péronnes; au sud et au sud-ouest, par le village de Hollain ; à l'ouest par celui de Jollain-Merlin

### Lieux-dits
Catelet, Couture de Fontenelle, Haute Éloge, Mareteau.

## Évolution démographique
- Sources : INS, Rem. : 1831 jusqu'en 1970 = recensements, 1976 = nombre d'habitants au 31 décembre.

## Histoire
L'argile de Bruyelle était réputée et servit à alimenter les faïenceries européennes.
Lorsque Fénelon fut chargé de l'éducation du duc de Bourgogne on réclama des intendants une série de mémoires destinés à faire connaître au prince l'organisation complète du royaume. L'intendant de Hainaut s'exprime ainsi à propos de la céramique: Mais les faïences ne sont pas recherchées quoiqu'elles soient faites de la même terre que celles que font les Hollandais et que l'on tire du village de Bruyelle à une lieue de Tournay:
« La commodité que les fayanciers de Tournay ont d'avoir cette terre est très grande et devrait les exciter à perfectionner leurs ouvrages. Cependant les Hollandais viennent chercher cette terre pour en fabriquer leurs fayances qu'ils envoient ensuite vendre dans tous les pays conquis. »

## Patrimoine et culture

### Patrimoine architectural
- Le village est reconnu pour son clocher particulier qui fut construit après la destruction en 1918 de l'église datant de 1774[4].

## Galerie

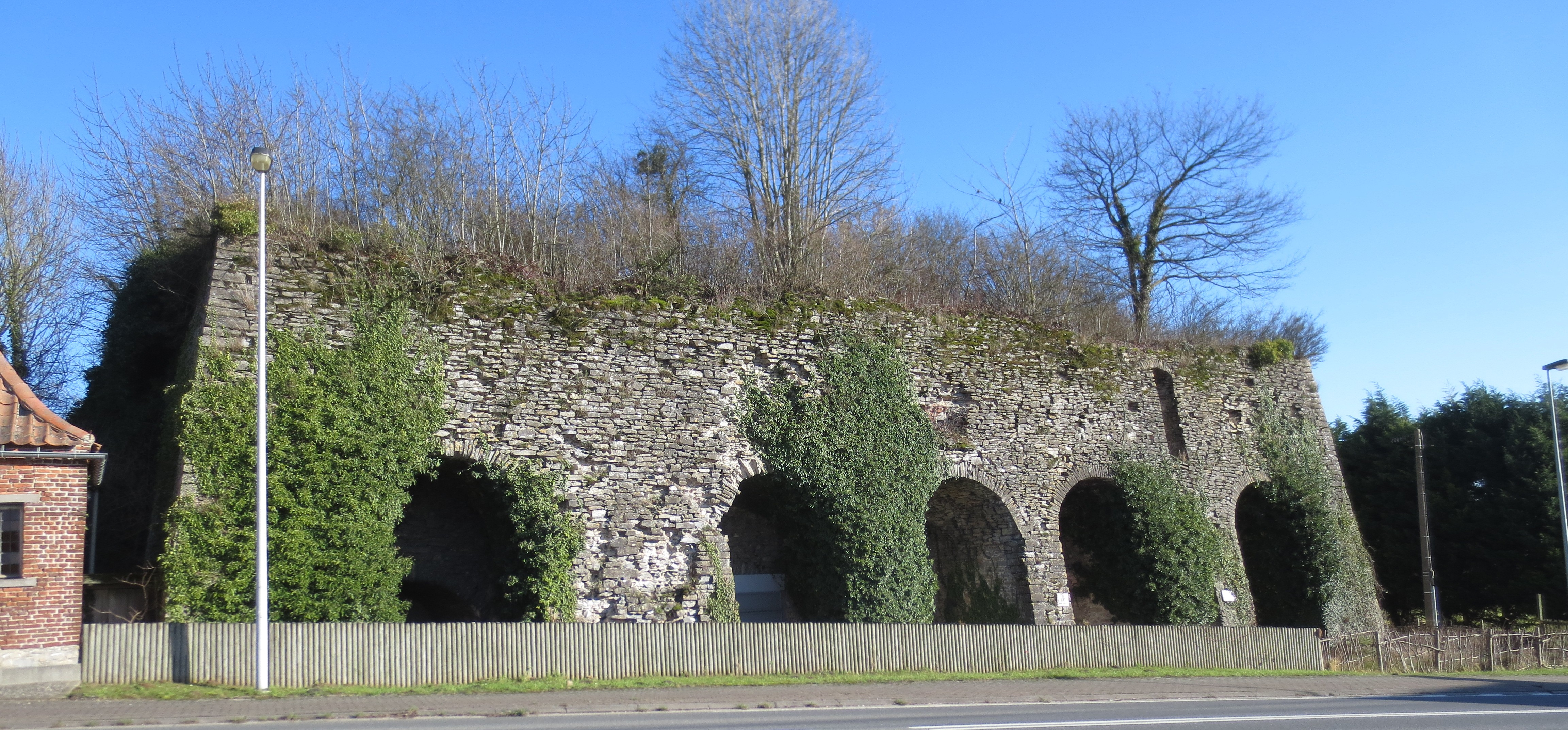
Le four à chaux.
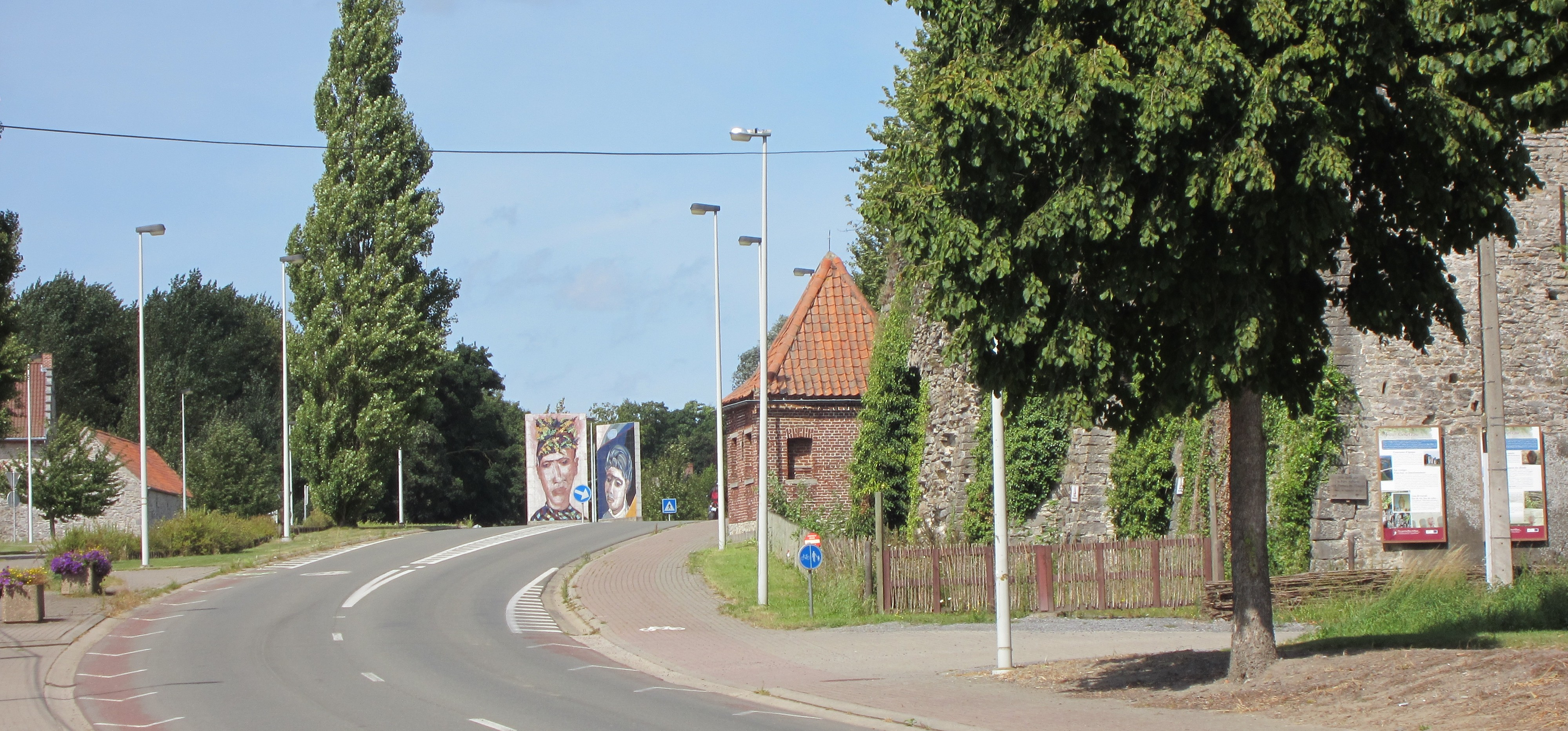
Une rue de Bruyelle.
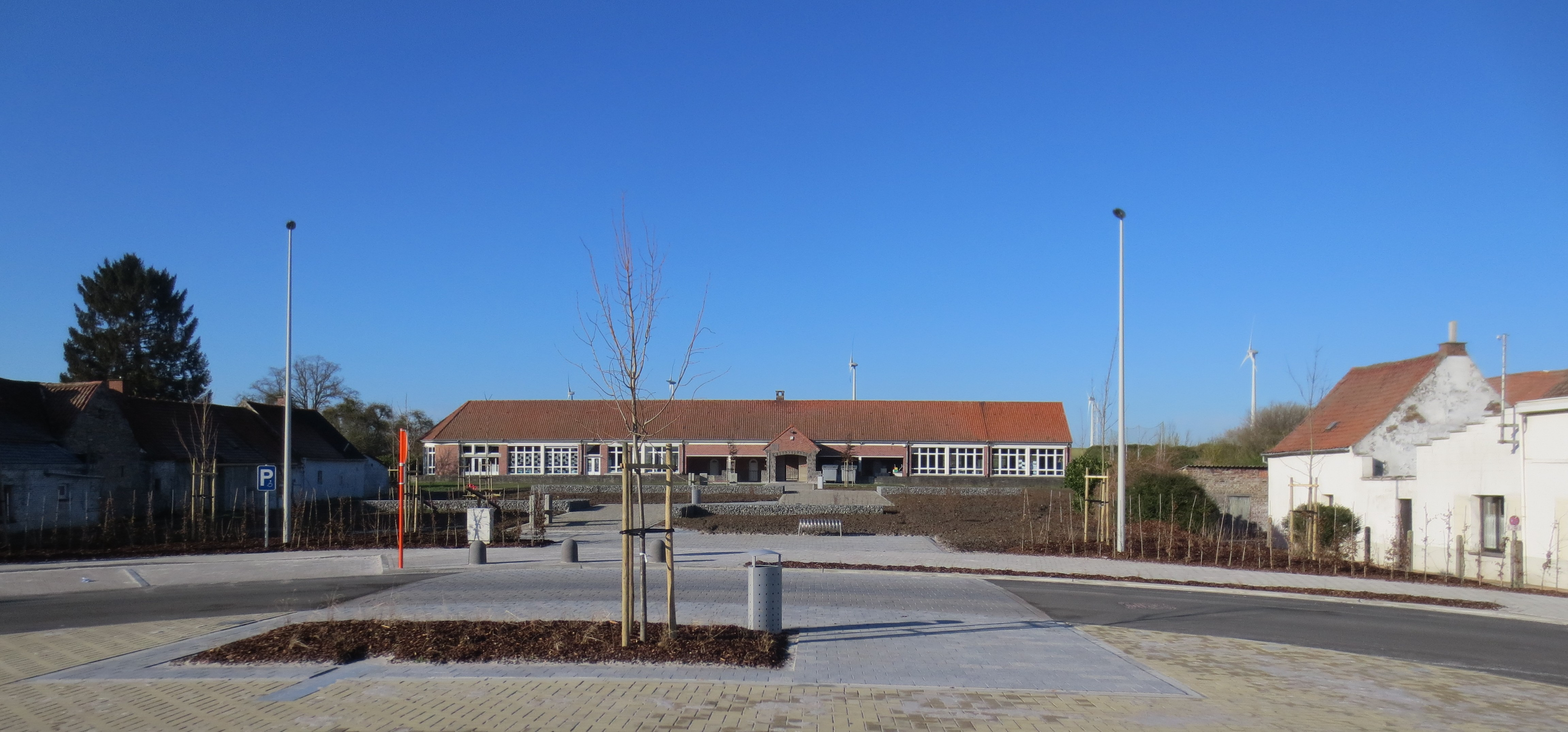
La place.
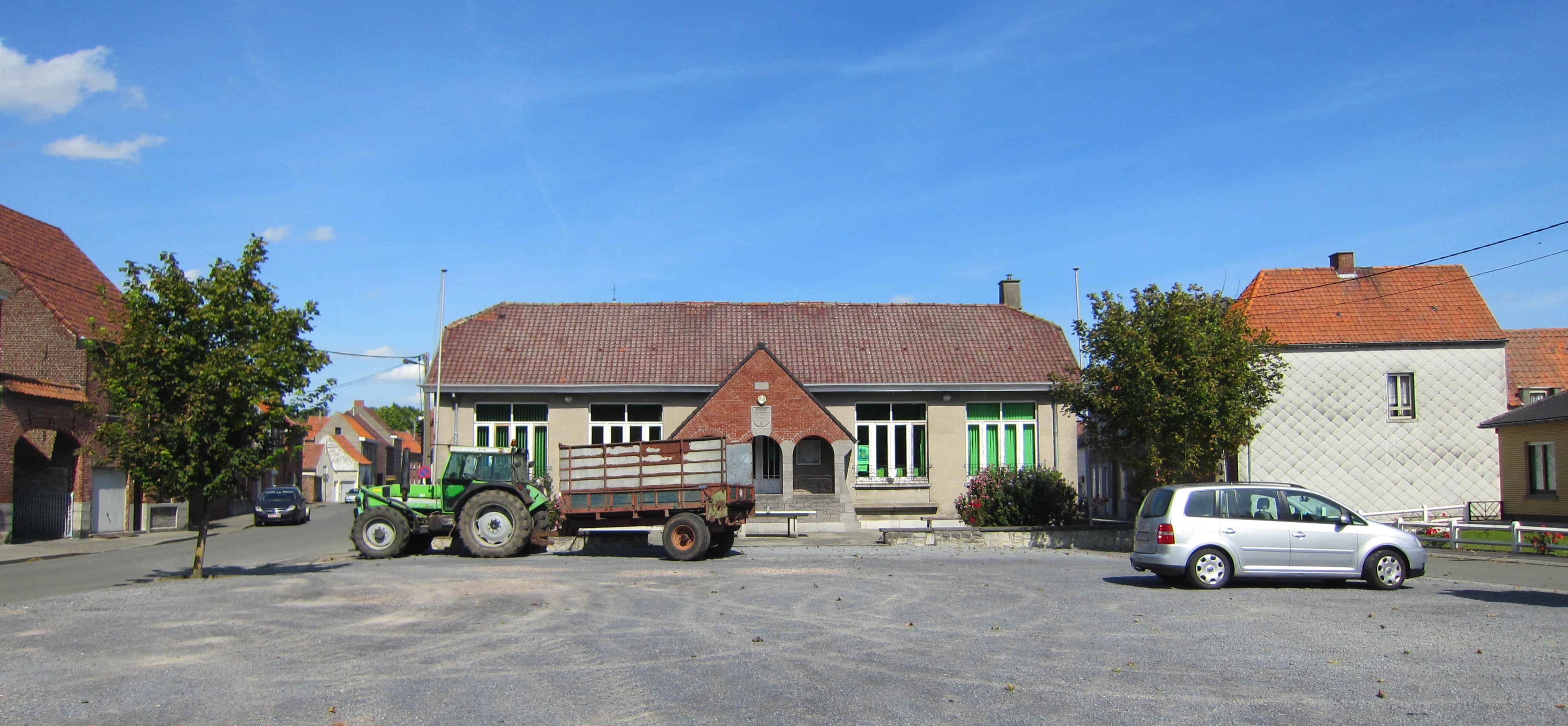
L'ancienne maison communale.

## Personnalités liées à la commune
- Claude-Henry Pollet (1933-2012), artiste peintre et coloriste, né à Bruyelle.